# Late of the Pier
Late of the Pier – brytyjski zespół dance-punkowy, założony w 2004 roku w angielskim Castle Donington i rozwiązany w 2010 roku. Jego członkami byli: wokalista, gitarzysta i keyboardzista Samuel Eastgate, Sam Potter, basista i keyboardzista Andrew Faley oraz perkusista Ross Dawson.
Grupa wykonywała muzykę dance-punkową, łącząc elementy new wave z agresywnym, tanecznym brzmieniem, a ich utwory były przeplatane basem, syntezatorami i efektami dźwiękowymi gier wideo. Porównywano ich najczęściej od zespołu Klaxons, a także do twórczości m.in. Gary’ego Numana.
Ich jedyny album studyjny Fantasy Black Channel ukazał się 11 sierpnia 2008 roku.

## Historia

### Powstanie zespołu,Zarcorp DemoiFantasy Black Channel(2004–2010)

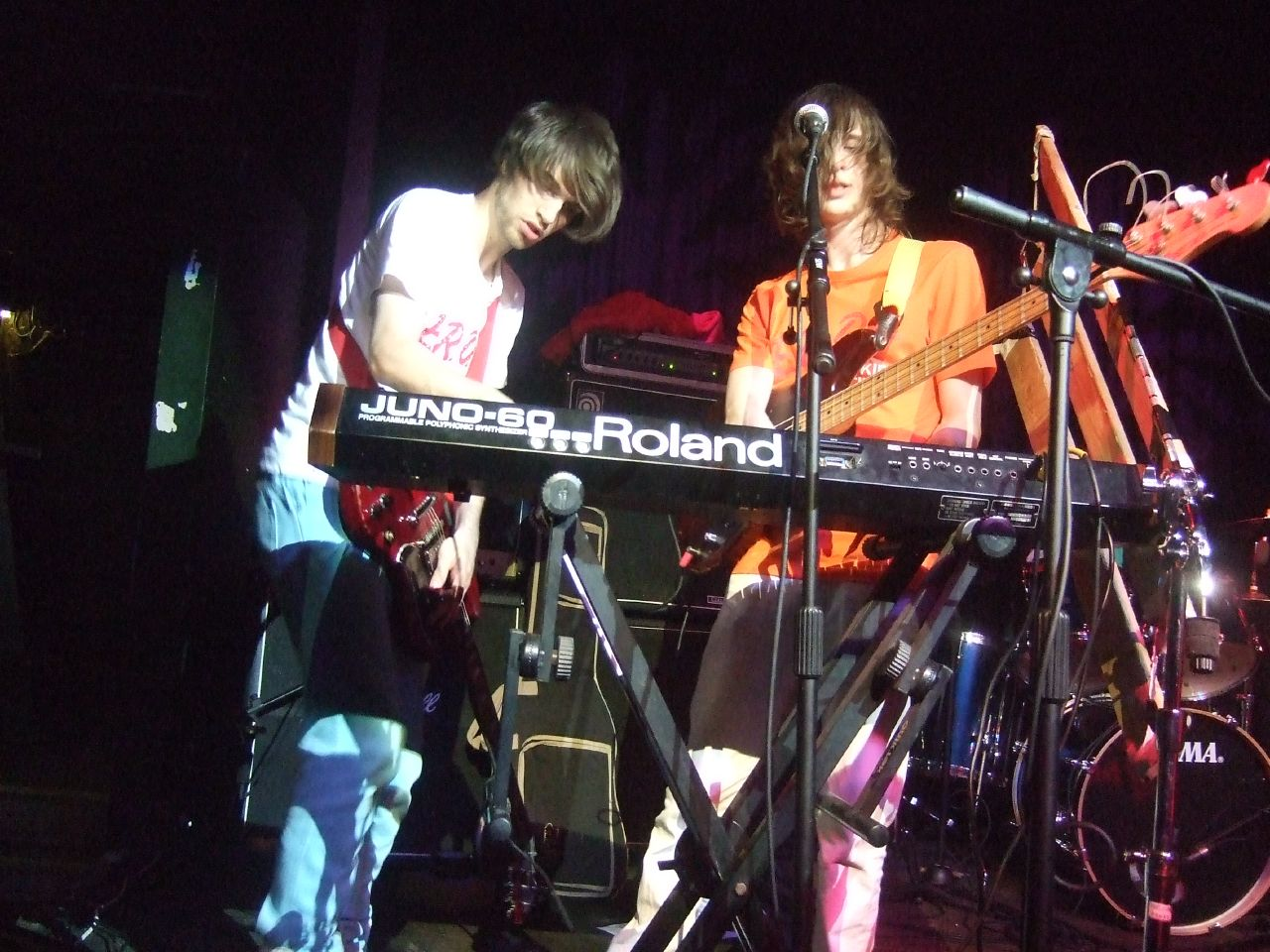
Koncert Late of the Pier w Bristolu (2007)

Grupa została założona w angielskim Castle Donington w 2004 roku przez czterech 16- i 17-latków, a pomysł na jego założenie podsunął ojciec jednego z nich, który sam w latach 80. XX wieku współtworzył elektropopową grupę My Dog Has No Nose.
Członkowie zespołu rok po jego utworzeniu zaczynali od udostępniania do ściągania swojego Zarcorp Demo za darmo. Ich debiutancki singel „Space and the Woods” został wydany przez Way Out Records w marcu 2007 roku, wraz z B-sidem „Heartbeat, Flicker, Line”. Wkrótce potem londyński DJ i autor remiksów Erol Alkan zaproponował pomoc przy produkcji drugiego singla, „Bathroom Gurgle”, który ukazał się w Wielkiej Brytanii 17 września 2007 roku nakładem Moshi Moshi Records. Został na nim umieszczony B-side „VW” i tak jak poprzedni singel wydany został w 500 kopiach.
Ich trzeci singel „The Bears Are Coming” ukazał się w wersji 12" i 7" w marcu 2008 roku przez ich własną wytwórnię Zarcorp. Pojawiła się na nich, jako B-side, wersja demo utworu „Piss Hands”. Czwarty, podwójny singel z nowymi wersjami piosenek „Space and the Woods” i „Focker” ukazał się 19 maja 2008 roku.
Zespół występował jako support przed Hadouken!, Soulwax, Justice i Unkle, a także przed zespołem Kaiser Chiefs podczas ich trasy koncertowej po Wielkiej Brytanii w 2008 roku.
11 sierpnia 2008 roku premierę miał ich debiutancki album studyjny Fantasy Black Channel. 7 września 2009 roku został on wybrany zwycięzcą nagrody Neptune Music Prize magazynu internetowego Drowned in Sound.
Wokalista Samuel Eastgate wystąpił w utworze „This Rhythm” zespołu Filthy Dukes na ich debiutanckim albumie Nonsense in the Dark wydanym 16 marca 2009 roku. 14 grudnia tego samego roku został udostępniony do pobrania singiel „Blueberry”, który następnie został wydany w lutym kolejnego roku wspólnie z piosenką „Best In the Class”.
2 lipca 2009 roku Late of the Pier po raz pierwszy wystąpił w Polsce, na festiwalu Heineken Open’er Festival w Gdyni, a 27 listopada 2010 roku w warszawskim klubie Sen Pszczoły, prezentując specjalnie przygotowany set DJ-ski.
W 2010 roku zespół Late of the Pier został rozwiązany.

### Po rozpadzie zespołu (od 2010)
Samuel Eastgate w ramach solowego projektu LA Priest wydał album Inji 29 czerwca 2015 roku nakładem wytwórni Domino, a 28 października 2016 roku wspólnie z Connanem Mockasinem wydał album Soft Hair nakładem Weird World. W 2017 roku był współproducentem debiutanckiego albumu Xenouli.
Sam Potter rozpoczął współpracę ze szkocką grupą Franz Ferdinand i pomagał w wydawaniu pośmiertnych płyt muzyka February’ego Montaine’a. Prowadził także Blackout, wydarzenie muzyczne odbywające się w londyńskim klubie Oval Space, gdzie anonimowi muzycy grali w całkowitej ciemności.
Andrew Faley po rozwiązaniu zespołu wrócił na uniwersytet.
Ross Dawson grał na perkusji z grupą Zibra oraz muzykami Misty Miller i Kai Fish. Zmarł 15 maja 2015 roku nagłym i tragicznym wypadku w wieku 27 lat.
Z okazji 10-lecia wydania albumu Fantasy Black Channel, 18 stycznia 2019 roku premierę miała jego reedycja, wydana za pośrednictwem Phantasy Sound. Została ona uzupełniona o wersje demo utworów Late of the Pier.

## Członkowie zespołu

### Byli członkowie
- Samuel Eastgate(inne języki) – wokal, gitara, keyboard
- Sam Potter – syntezator, sampling
- Andrew Faley – gitara basowa, keyboard
- Ross Dawson – perkusja

## Dyskografia

### Albumy studyjne
| Rok           | Tytuł                 | Szczegóły                                                                               | Najwyższa pozycja na liście | Najwyższa pozycja na liście | Najwyższa pozycja na liście |
| Rok           | Tytuł                 | Szczegóły                                                                               | UK                          | BEL                         | SCO                         |
| ------------- | --------------------- | --------------------------------------------------------------------------------------- | --------------------------- | --------------------------- | --------------------------- |
| 2008          | Fantasy Black Channel | - Data: 11 sierpnia 2008 - Wydawca: Parlophone, EMI, Zarcorp - Format: CD, LP, download | 28                          | 68                          | 70                          |
| [ 33 ] [ 18 ] | [ 33 ] [ 18 ]         | [ 33 ] [ 18 ]                                                                           | [ 34 ]                      | [ 35 ]                      | [ 34 ]                      |

### Single
| Rok                                                      | Tytuł                          | Najwyższa pozycja na liście | Najwyższa pozycja na liście | Najwyższa pozycja na liście | Album                 |
| Rok                                                      | Tytuł                          | UK                          | UK Indie                    | SCO                         | Album                 |
| -------------------------------------------------------- | ------------------------------ | --------------------------- | --------------------------- | --------------------------- | --------------------- |
| 2007                                                     | „Space and the Woods”          | –                           | –                           | –                           | Zarcorp Demo          |
| 2007                                                     | „Bathroom Gurgle”              | –                           | –                           | 74                          | Fantasy Black Channel |
| 2008                                                     | „The Bears Are Coming”         | –                           | –                           | –                           | Fantasy Black Channel |
| 2008                                                     | „Space and the Woods / Focker” | –                           | –                           | –                           | Fantasy Black Channel |
| 2008                                                     | „Heartbeat”                    | 98                          | –                           | 22                          | Fantasy Black Channel |
| 2008                                                     | „Bathroom Gurgle” (reedycja)   | –                           | –                           | 44                          | Fantasy Black Channel |
| 2009                                                     | „Blueberry”                    | –                           | 42                          | –                           | brak                  |
| 2010                                                     | „Best in the Class”            | –                           | –                           | –                           | brak                  |
| „–” oznacza, że singel nie był notowany na danej liście. |                                |                             |                             |                             |                       |
| [ 1 ] [ 39 ]                                             | [ 1 ] [ 39 ]                   | [ 34 ]                      | [ 34 ]                      | –                           | [ 1 ] [ 39 ]          |